# Roger Mowa Bayekiteli
Roger Mowa Bayekiteli, né le 04 mai 1969 à Walungu, est un homme politique et policier Congolais. Il est le maire de Butembo, dans la province du Nord-Kivu, en République démocratique du Congo.

## Biographie
Roger Mowa Bayekiteli, également connu sous le nom de Mowa Baeki-Telly, est né le 04 mai 1969 dans le territoire de Walungu.

## Carrière Politique et Militaire
Roger Mowa Bayekiteli est nommé Commissaire supérieur principal et maire adjoint de Butembo le 25 mai 2021. À la suite de la mort du maire, le Commissaire supérieur principal Katunda Lognegne Sébastien, il devient officiellement le maire de la ville de Butembo en juin 2021.
En tant que maire, Mowa a pris des mesures pour maintenir l'ordre public et protéger les écoles contre les manipulations politiques. Il a promis de lutter contre les acteurs politiques cherchant à semer le doute dans les établissements éducatifs de la ville Butembo et a averti toute personne tentant de perturber l'ordre public.